# Cacharel
Cacharel è un marchio francese di abbigliamento, profumi ed accessori. È stata fondata nel 1962 da Jean Bousquet, ispirandosi per il nome ad una locale razza di anatre, le Anas querquedula.
Bousquet era il figlio di un venditore di macchine da cucito che si iscrisse ad un istituto per diventare sarto. Lavorò per due anni presso uno stilista, prima di aprire la propria casa di moda a Le Marais. In seguito al successo della sua prima collezione, Bousquet creò il marchio Cacharel. A rendere il marchio, uno dei più prestigiosi in tutto il mondo contribuì la rivista Elle che nello stesso anno della fondazione della ditta dedicò una copertina ad essa.
Nel 1975 Bousquet commissiona a L'Oréal la creazione di un profumo per il suo brand. Venne creato nel 1978 Anaïs Anaïs, che diventò rapidamente una delle fragranze più conosciute nel mondo, a cui seguirono molti altri profumi, come Cacharel pour l'Homme, Loulou, Eden, Loulou Blue, Eau d'Eden, Noa, Nemo, Gloria, Amor Amor,Amor Amor Eau Fraiche, Noa Fleur, Noa Perle, Promesse e Amor pour homme e l'ultimo in ordine cronologico Liberté.
Fra le testimonial più celebri di Cacharel si ricordano Gisele Bündchen (per la campagna pubblicitaria di Liberté), Kate Moss (per Anaïs Anaïs) e Laetitia Casta (per Promesse).